# Саё (посёлок)
Саё (яп. 佐用町 Саё:-тё:) — посёлок в Японии, находящийся в уезде Саё префектуры Хиого. Площадь посёлка составляет 307,51 км², население — 17 907 человек (1 августа 2014), плотность населения — 58,23 чел./км².

## Географическое положение
Посёлок расположен на острове Хонсю в префектуре Хиого региона Кинки. С ним граничат города Сисо, Тацуно, Бидзен, Мимасака и посёлок Камигори.

## Население
Население посёлка составляет 17 907 человек (1 августа 2014), а плотность — 58,23 чел./км². Изменение численности населения с 1980 по 2005 годы:
| 1980 | 24 874 чел. |  |
| 1985 | 24 516 чел. |  |
| 1990 | 23 827 чел. |  |
| 1995 | 23 341 чел. |  |
| 2000 | 22 337 чел. |  |
| 2005 | 21 012 чел. |  |